# Mołczadź (gmina)
Mołczadź (do 1921 Łuszniewo) – dawna gmina wiejska istniejąca w latach 1921–1939 w woj. nowogródzkim (obecnie na Białorusi). Siedzibą gminy było miasteczko Mołczadź (1483 mieszk. w 1921 roku).
Gmina Mołczadź powstała 9 września 1921 roku w powiecie słonimskim w woj. nowogródzkim, w związku z przemianowaniem gminy Łuszniewo na Mołczadź.. 22 stycznia 1926 roku  gmina została przyłączona do powiatu baranowickiego w tymże województwie. Po wojnie obszar gminy Mołczadź wszedł w struktury administracyjne Białoruskiej Socjalistycznej Republiki Radzieckiej.